# ألفريد نيهايس
ألفريد نيعائلة ل (بالهولندية: Alfred Nijhuis)‏ (23 مارس 1966 في أوترخت في هولندا – )؛ هو لاعب كرة قدم سابق كان يلعب كمدافع.

## وصلات خارجية
- ألفريد نيهايس على موقع رابطة كرة القدم اليابانية للمحترفين (اليابانية)
- ألفريد نيهايس على موقع قاعدة بيانات كرة القدم.إي يو (الإنجليزية)
- ألفريد نيهايس على موقع بيانات كرة القدم. دي إي (الألمانية)
- ألفريد نيهايس على موقع Soccerway.com (الإنجليزية)
- ألفريد نيهايس على موقع عالم كرة القدم.نت (الإنجليزية)